# Мельниченко Галина Миколаївна
Галина Миколаївна Мельниченко (14 серпня 1958, Єкімово, Костромська область) — українська радянська баскетболістка. Чемпіонка Європи 1981 року. Майстер спорту СРСР міжнародного класу.

## Із біографії
Баскетболом почала займатися в Херсоні (перший тренер — А. Давидченко). у 16 років поступила до Київського спортивного інтернату. Чемпіонка СРСР серед дівчат старшого віку (1974-75). Переможець Всесоюзних спортивних ігор молоді (1977).
Закінчила Київський інститут легкої промисловості (1982), Київський інститут фізичної культури (1986) і Харківську фармацевтичну академію (1996).
З 1974 по 1988 рік захищала кольори київського «Динамо». У 1988 році стала володаркою Кубка Ліліан Ронкетті. Фінал проти італійського клуб «Дебора» (Мілан) завершився з рахунком 100:87, а особистий доробок Галини Мельниченко — 13 очок. Срібна призерка Кубка СРСР 1978 року, віцечемпіонка Португалії і Фінляндії.
У складі збірної СРСР стала чемпіонкою Європи 1981 року. Виступала за збірну Української РСР (1976—1986). 
Працювала у Федерації баскетболу України на посадах генерального секретаря і заступника генерального секретаря.

## Клуби
| Роки      | Команди             |
| --------- | ------------------- |
| 1976—1988 | «Динамо» (Київ)     |
| 1989      | «Академіка» (Порту) |
| 1990—1991 | КаПо (Гельсінкі)    |